# Казаково (Калининградская область)
Казаково (до 1946 — Гершвиллаукен (нем. Gerschwillauken)) — посёлок в Гусевском городском округе Калининградской области. До 2014 года входил в состав Маяковского сельского поселения.

## География
Посёлок расположен в 3 км на северо-восток от посёлка Маяковское и в 13 км на юго-запад от города Гусев.

## История
Место под названием Шлиссельхельм впервые было упомянуто в 1583 году. В 1874 году уже деревня Гершвиллаукен была включена в состав недавно созданного административного округа Неммерсдорф в составе правительственного округа Гумбиннен провинции Восточная Пруссия. 
В 1945 году Гершвиллаукен, как и все другие населенные пункты в северной части Восточной Пруссии, был передан Советскому Союзу. В 1948 году село получило русское название Казаково и одновременно было отнесено к Маяковскому сельскому совету Гусевского района.

## Население
| 1910 | 2002 | 2010 |
| ---- | ---- | ---- |
| 45   | ↘15  | ↘13  |